# Родион Раскольников
Родио́н Рома́нович Раско́льников — главный действующий персонаж романа Фёдора Михайловича Достоевского «Преступление и наказание».

## Создание образа
Подтверждением того, что наполеоновская тема начала интересовать Достоевского задолго до начала работы над романом, являются воспоминания Аполлинарии Сусловой. Она писала, что ещё в 1863 году писатель, наблюдая в Италии за девочкой, которая брала уроки, внезапно произнёс: «Ну вот представь себе, такая девочка… и вдруг какой-нибудь Наполеон говорит: „Истребить весь город“. Всегда так было на свете». По словам Юрия Карякина, «эпоха была одержима наполеономанией», — отсюда и пушкинские строки «Мы все глядим в Наполеоны», и фраза Порфирия Петровича, адресованная Раскольникову: «Кто же у нас на Руси себя Наполеоном теперь не считает?»
В черновиках Достоевского сохранились заметки, связанные с психологическим портретом Раскольникова, — писатель предполагал наделить главного героя такими качествами, как «непомерная гордость, высокомерие и презрение к обществу»; одновременно подчёркивалось, что «деспотизм — его черта». Однако в процессе работы образ персонажа усложнился; свидетельством тому — отзыв, который даёт Родиону его университетский товарищ Дмитрий Разумихин: «Точно в нём два противоположных характера поочерёдно меняются». С одной стороны, Раскольников мрачен, угрюм, скрытен; с другой — он способен на искренние порывы. Так, впервые попав в дом Мармеладовых, герой незаметно кладёт все свои деньги на окно их комнаты; он вступается за Соню, которую Лужин обвиняет в воровстве; его привязанность к людям порой рождается из жалости, а потому он тепло вспоминает о «больной девочке… дурнушке» — своей первой любви. При этом Родион сознательно дистанцируется от общества — даже во время учёбы в университете он «всех чуждался, ни к кому не ходил и у себя принимал тяжело». По мнению литературоведа Валерия Кирпотина, своей отгороженностью от мира он близок другому персонажу Достоевского — Ивану Карамазову.

## Раскольников в романе
Ужас охватывает, 
нет поднимаешься по лестнице дома, Раскольников, и отсчитываешь те самые тринадцать ступеней последнего марша, о которых говорится и в романе; или когда, выйдя «от Раскольникова», проходишь мимо бывшей дворницкой с теми самыми двумя ступенями вниз, где Раскольников взял топор, чтобы совершить убийство. Невозможно поверить, что герои Достоевского не жили в этих, так точно указываемых им местах. Иллюзия реальности поразительна.
Раскольников — бывший студент-юрист из Санкт-Петербурга, из-за нехватки средств вынужденный оставить учёбу в университете. Живёт крайне бедно.
«Он решился убить одну старуху, коллежскую регистраторшу (есть упоминание в тексте и как коллежская секретарша), дающую деньги на проценты.
Старуха глупа, глуха, больна, жадна, берёт огромные проценты, зла и заедает чужой век, мучая у себя в работницах свою младшую сестру. „Она никуда не годна“, „для чего она живёт?“, „Полезна ли она хоть кому-нибудь?“ и т. д.».
«Даёт вчетверо меньше, чем стоит вещь, а процентов по пяти и даже по семи берёт в месяц и т. д.» («Преступление и наказание», часть I, глава VI).
На преступление, однако, не решается, пока не получает письмо от матери, в котором говорится о готовящемся бракосочетании его сестры с неким господином Лужиным. Понимая, что сестра не любит будущего мужа, а жертвует собой ради благополучия семьи и, в большей степени, ради самого́ Раскольникова, он обманом проникает в квартиру старухи, убивает и грабит её, попутно убивая случайную свидетельницу в той же квартире.
Имея свою теорию о том, что люди делятся на обычных людей, плывущих по течению, и людей, подобных Наполеону, которым дозволено всё, Раскольников до убийства причисляет себя ко второй категории; однако после убийства обнаруживает, что в полной мере относится к первой.

## Внешность
Внешность героя в романе описывается дважды. В начале произведения Раскольников представлен как высокий, стройный юноша «с прекрасными тёмными глазами», «замечательно хороший собой»; позже Достоевский создал иной портрет Родиона Романовича — после преступления он напоминает человека, с трудом превозмогающего сильную физическую боль: «Брови его были сдвинуты, губы сжаты, взгляд воспалённый». Подобный «метод двукратного портретирования» автор применил и к описанию внешности других персонажей — в частности, Сони и Свидригайлова. Этот художественный приём позволил писателю показать, что его герои за короткий отрезок времени прошли через череду тяжелейших испытаний, отразившихся на их наружности.

## Преступление Раскольникова
Преступление Раскольникова, как заметил Юрий Карякин, начинается отнюдь не в момент появления студента с топором в доме процентщицы; литературовед создал цепочку, демонстрирующую последовательность действий: слово → расчёт → дело. Под «словом» подразумевается статья Родиона Романовича, которую следователь Порфирий Петрович называет «первой, юной, горячей пробой пера». «Расчёт» — это попытка соотнести вред, приносимый миру процентщицей, с пользой, которой можно загладить деяние: «Одна смерть и сто жизней взамен — да ведь тут арифметика». Наконец, «дело» — это собственно убийство. Однако за одним «делом» начинает тянуться целая вереница других «дел»: смерть Лизаветы (к тому же, вероятно, беременной); самооговор красильщика Миколки, взявшего на себя вину за преступление Раскольникова; тяжёлая болезнь и смерть матери героя. «Реакция оказывается непредвиденной, цепной и неуправляемой».
Исследователи отмечают два ключевых момента, определивших поведение героя до и после преступления. План убийства, вынашиваемый Раскольниковым, мог бы долго оставаться его «мрачной фантазией», если бы не полученное героем письмо от матери, — в нём Пульхерия Александровна рассказывает, что Дуня, сестра Родиона Романовича, работавшая гувернанткой в доме Свидригайлова, вынуждена оставить место из-за недвусмысленных притязаний со стороны хозяина; теперь у неё нет иных вариантов для спасения семьи от безденежья, кроме брака с Лужиным. С момента получения письма абстрактная «арифметика» и отвлечённая «идея» превращаются «в двигатель, запущенный на полную силу», отметил Валерий Кирпотин.
Второй момент связан с орудием убийства: когда герой лишает жизни Алёну Ивановну, лезвие топора направлено в лицо Раскольникову; в ситуации с Лизаветой, напротив, «удар пришёлся прямо по черепу, остриём». По мнению литературоведа Сергея Белова, эти сцены демонстрируют абсолютную власть топора: «Бессилие совладать с орудием убийства явилось началом крушения Раскольникова». Так преступление сразу переходит в наказание: герой понимает, что ответ на вопрос «Тварь я дрожащая, или право имею?» уже получен, а сам он — отнюдь не «сверхчеловек».
Реальные объекты требовались писателю во многом для того, чтобы убедить самого себя в реальности создаваемых им событий. Так, его жена, Анна Григорьевна, вспоминала: «Фёдор Михайлович в первые недели нашей брачной жизни, гуляя со мною, завел меня во двор одного дома и показал камень, под который его Раскольников спрятал украденные у старухи вещи». Подобная топографическая точность была методом творчества Достоевского.

## Прототипы
Герасим Чистов
Приказчик, раскольник 27 лет, убивший топором в январе 1865 г. в Москве двух старух (кухарку и прачку) с целью ограбления их хозяйки, мещанки Дубровиной. Из железного сундука были похищены деньги, серебряные и золотые вещи. Убитые были найдены в разных комнатах в лужах крови (газета «Голос» 1865 г., 7—13 сентября).
А. Т. Неофитов
Московский профессор всеобщей истории, родственник по материнской линии тётки Достоевского купчихи А. Ф. Куманиной и наряду с Достоевским один из её наследников. Неофитов проходил по делу подделывателей билетов 5 % внутреннего займа (сравните мотив мгновенного обогащения в сознании Раскольникова).
Пьер-Франсуа Ласенер
Французский преступник, для которого убийство человека было тем же самым, что «выпить стакан вина»; оправдывая свои преступления, Ласенер писал стихи и мемуары, доказывая в них, будто он «жертва общества», мститель, борец с общественной несправедливостью во имя революционной идеи, якобы подсказанной ему социалистами-утопистами (изложение процесса Ласенера 1830-х годов на страницах журнала Достоевского «Время», 1861 г., № 2).

### Исторические прототипы Раскольникова

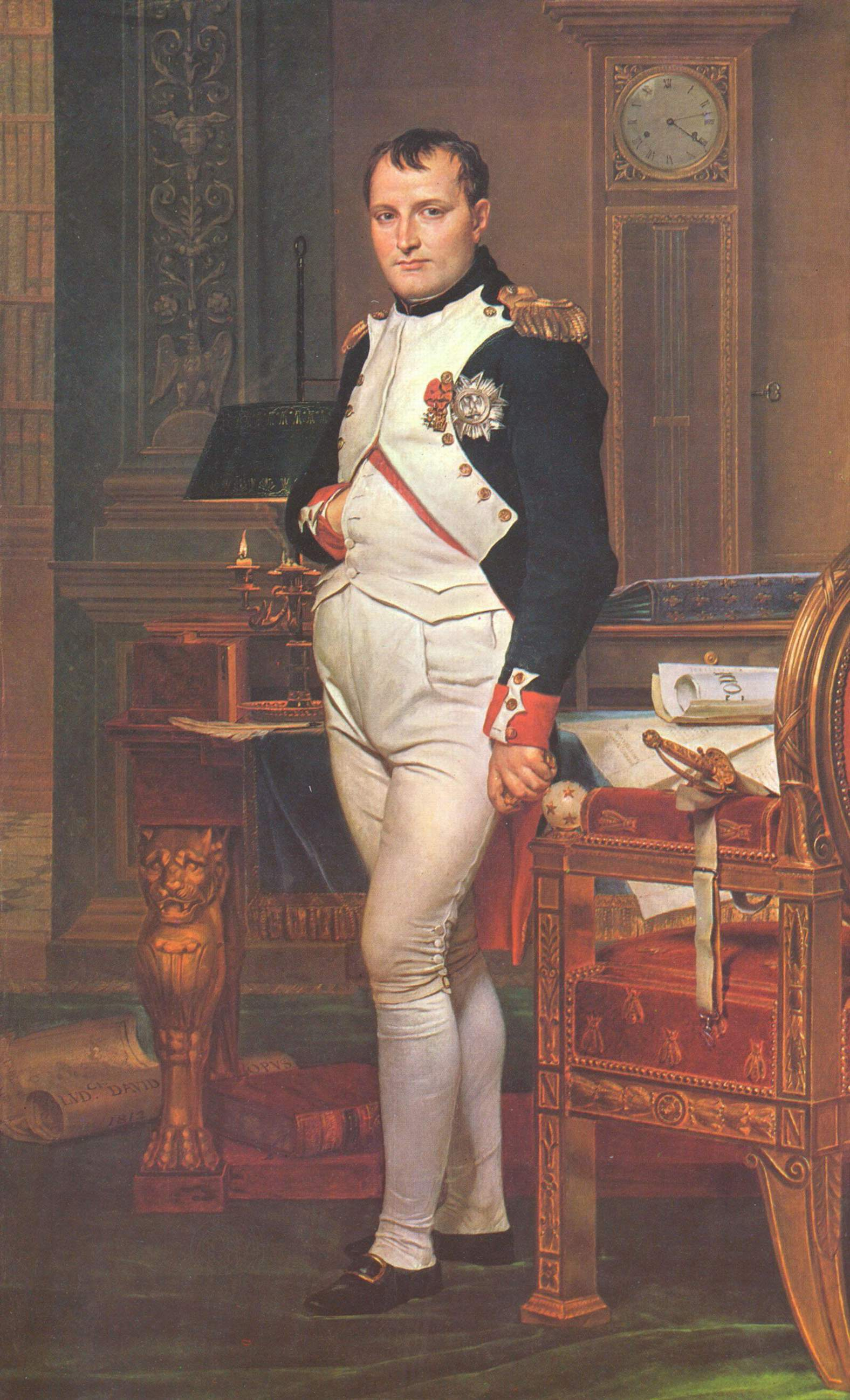
Наполеон Бонапарт

Михаил Бахтин, указывая на исторические корни образа Раскольникова, отмечал, что нужно внести существенное исправление: речь идёт скорее о «прототипах образов идей» этих личностей, нежели о них самих, причём идеи эти трансформируются в общественном и индивидуальном сознании согласно характерным особенностям эпохи Достоевского.
В марте 1865 года выходит книга французского императора Наполеона III «Жизнь Юлия Цезаря», где отстаивается право «сильной личности» нарушать любые нравственные нормы, обязательные для обыкновенных людей, «не останавливаясь и перед кровью». Книга вызвала ожесточенную полемику в русском обществе и послужила идейным источником теории Раскольникова. «Наполеоновские» черты образа Раскольникова несомненно несут следы воздействия образа Наполеона в интерпретации А. С. Пушкина (противоречивая смесь трагического величия, подлинного великодушия и безмерного эгоизма, приводящего к фатальным последствиям и краху,— стихотворения «Наполеон», «Герой»), как, впрочем, и отпечаток эпигонского «наполеонизма» в России («Мы все глядим в Наполеоны» — «Евгений Онегин»). Сравните слова Раскольникова, втайне сближавшего себя с Наполеоном: «Страдание и боль всегда обязательны для широкого сознания и глубокого сердца. Истинно великие люди, мне кажется, должны ощущать на свете великую грусть». Сравните также провоцирующе-иронический ответ Порфирия Петровича «Кто ж у нас на Руси себя Наполеоном теперь не считает?» Реплика Заметова тоже пародирует повальное увлечение «наполеонизмом», ставшее пошлым «общим местом»: «Уж не Наполеон ли какой будущий нашу Алёну Ивановну на прошлой неделе топором укокошил?»
В том же ключе, что и Достоевский, «наполеоновскую» тему решал Л. Н. Толстой («наполеоновские» амбиции Андрея Болконского и Пьера Безухова и их полное разочарование в «наполеонизме»). Достоевский, безусловно, учитывал, кроме того, комический аспект образа Наполеона, запечатленный у Н. В. Гоголя (Чичиков в профиль — почти Наполеон). Идея «сверхчеловека», наконец, разрабатывалась в книге М. Штирнера «Единственный и его собственность», которая имелась в библиотеке Петрашевского (В. Семевский) и послужила ещё одним источником теории Раскольникова, ибо статья его, разбираемая Порфирием Петровичем, написана «по поводу одной книги»: это может быть книга Штирнера (В. Кирпотин), Наполеона III (Ф. Евнин) или трактат Т. де Квинси «Убийство как одно из изящных искусств» (А. Алексеев). Подобно тому как Магомет в пещере Хира испытывал муки рождения новой веры, Раскольников вынашивает «идею-страсть» (по выражению поручика Пороха, Раскольников — «аскет, монах, отшельник»), считает себя пророком и провозвестником «нового слова». Закон Магомета, по мысли Раскольникова, закон силы: Магомета Раскольников представляет с саблей, он палит из батареи («дует в правого и виноватого»). Выражение Магомета о человеке как «дрожащей твари» становится лейтмотивом романа и своеобразным термином теории Раскольникова, поделившим людей на «обыкновенных» и «необыкновенных»: «Тварь ли я дрожащая или право имею? < …> Велит Аллах, и повинуйся, „дрожащая“ тварь!» (Сравните: «И пришёл я со знаменем от вашего господа. Побойтесь же Аллаха и повинуйтесь мне», — Кор., 2,44,50). Сравните также «Подражания Корану» А. С. Пушкина: «Люби сирот, и мой Коран // Дрожащей твари проповедуй» (В. Борисова). Для Достоевского Христос и Магомет — антиподы, а Раскольников отпал от Бога, о чём говорит Соня Мармеладова: «От Бога вы отошли, и вас Бог поразил, дьяволу предал!».

## Литературные предшественники Раскольникова
- Библейский Иов (В. Этов). Точно Иов, Раскольников в состоянии кризиса решает «последние» вопросы, бунтует против несправедливого мироустройства. В эпилоге романа Достоевский подразумевал, что Раскольников, как и Иов, обретёт Бога.
- Корсар, Лара, Манфред — герои-бунтари лорда Байрона.
- Жан Сбогар — герой одноимённого романа Ш. Нодье, благородный разбойник и индивидуалист.
- Ускок из романа Жорж Санд, пират, приобретший богатство и славу ценой преступления.
- Растиньяк О. Бальзака.
- Жюльен Сорель из романа Стендаля «Красное и чёрное».
- Медард — герой романа Гофмана «Эликсиры сатаны».
- Фауст — герой трагедии Гёте.
- Гамлет — главный персонаж трагедии Шекспира.
- Франц и Карл фон Моор — персонажи одного из любимых произведений Ф. М. Достоевского драмы Ф. Шиллера «Разбойники».

С образом последнего особенно тесно связана этическая проблематика романа: Карл Моор и Раскольников равным образом загоняют себя в нравственный тупик. «Карл Моор,— писал Г. Гегель,— пострадавший от существующего строя, < …> выходит за пределы круга законности. Сломив стеснявшие его оковы, он создает совсем новое историческое состояние и провозглашает себя восстановителем правды, самозваным судьей, карающим неправду, < …> но эта частная месть оказывается мелкой, случайной — при ничтожности средств, которыми он располагает,— и приводит только к новым преступлениям».
С пушкинским Германном из «Пиковой дамы» Раскольникова роднит сюжетная ситуация: поединок жаждущего разбогатеть бедняка Германна и графини, Раскольникова и старухи-процентщицы. Германн морально убивает Лизавету Ивановну; Раскольников убивает Лизавету Ивановну по-настоящему (А. Бем).
С Борисом Годуновым пушкинской драмы и Сальери маленькой трагедии Раскольникова сближают мрачные сомнения и нравственные терзания после преступления; бунт Раскольникова напоминает бунт Евгения из «Медного всадника», осмелившегося вступить в противоборство с государственным монолитом — холодным и враждебным человеку Санкт-Петербургом.
Мотив крайнего индивидуализма связывает Раскольникова с лермонтовскими Вадимом, Демоном, Печориным (с последним ещё и мотив морального экспериментирования), а также с гоголевским Чартковым повести «Портрет».
В контексте творчества самого Достоевского Раскольников продолжает череду героев-теоретиков вслед за «подпольным героем» «Записок из подполья», предваряя образы Ставрогина, Версилова, Ивана Карамазова. В то же время присутствуют симпатичные черты «мечтателей» раннего творчества Достоевского, суть которых — чувствительность, сострадание ближнему и готовность прийти на помощь (Ордынов из повести «Хозяйка», мечтатель из «Белых ночей»).

## См. также

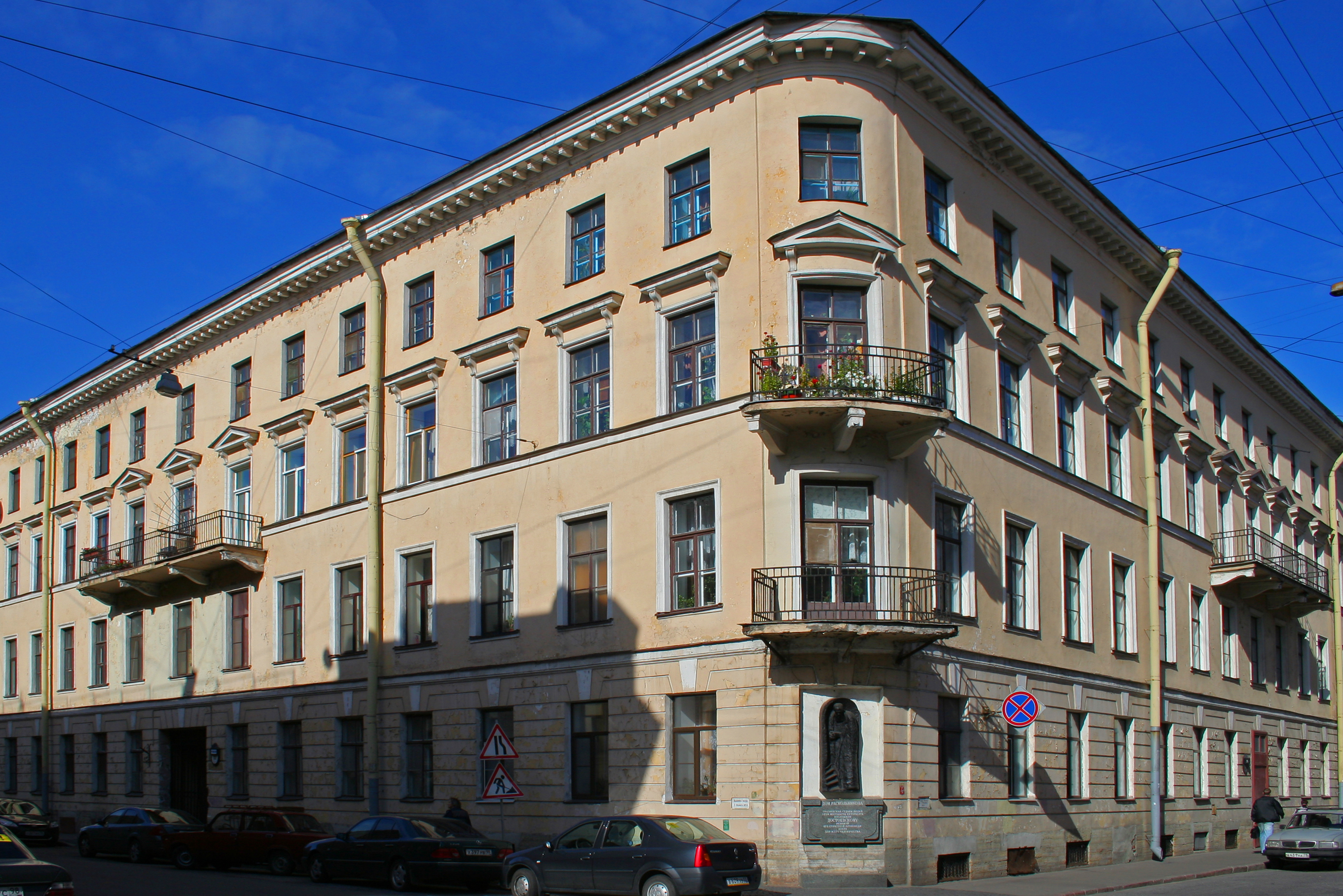
Дом Раскольникова (Санкт-Петербург, Гражданская ул., 19)